# Constexpr

constexpr — спецификатор типа, введённый в стандарт программирования языка C++11 для обозначения константных выражений, которые могут быть вычислены во время компиляции кода. Изначально стандартом языка C++11 на его применение был наложен ряд существенных условий и ограничений, однако большинство из них было снято после выхода стандарта C++14.

## Описание
Спецификатор constexpr, аналогично унаследованному из C++98 спецификатору const, может быть использован по отношению к переменным, однако, помимо них, его можно также использовать в объявлениях функций и конструкторов классов. Объявление любых процедур со спецификатором constexpr означает, что их вычисление может быть проведено в упрощённом порядке на этапе компиляции кода. Это накладывает на них ряд существенных ограничений, например — недопустимость использования динамической памяти или генерирования исключений. Кроме этого, вычисление возвращаемого значения constexpr-функции во время компиляции гарантируется, только если её аргументы являются константными выражениями, а контекст использования возвращаемого значения допускает присутствие константы периода компиляции. В противном случае функция будет производить вычисление своего возвращаемого значения на этапе выполнения кода. 
Объявление constexpr-конструкторов должно быть тривиальным, а результатом их вызова будут объекты с полями только для чтения, создаваемые на этапе компиляции. В отличие от constexpr-выражений, инициализацию констант, объявленных со спецификатором const, допускается выполнять во время выполнения кода.
Начиная со стандарта C++14 constexpr-функции получили возможность использовать внутри себя большинство управляющих структур обычного кода C++.
В стандартах C++11 и C++14 при использовании статических constexpr-членов классов их объявление в теле класса полагалось дополнять определением constexpr-переменных вне его. Однако, начиная со стандарта C++17 объявление constexpr-переменных внутри класса стало рассматриваться и как их определение, а любое дополнительное определение снаружи стало трактоваться как избыточное.
В редакции стандарта C++17 все лямбда-функции, которые удовлетворяют условиям для constexpr-функций, неявным образом заносятся в класс constexpr-выражений.